# Список наград и номинаций Боба Фосси
Боб Фосс — актёр, танцор, хореограф, театральный и кинематографический режиссёр.
Его наиболее известные театральные постановки на Бродвее —  Милая Чарити (1966) и Чикаго (1975), фильмы  — Кабаре (1972) и Весь этот джаз (1979). Единственный деятель шоу-бизнеса, который когда-либо получил премии Оскар, Эмми и Тони в одном и том же году (1973).  Удостоен рекордных восьми премий «Тони» за хореографию в мюзиклах Пижамная игра, Чёртовы Янки, Рыжая, Маленький я, Милая Чарити, Пипин, Dancin' и Большая сделка.

## Главные творческие премии

### Премия американской киноакадемии Оскар
| Год  | Категория                                      | Номинант       | Результат | Примечания |
| ---- | ---------------------------------------------- | -------------- | --------- | ---------- |
| 1972 | Премия «Оскар» за лучшую режиссуру             | Кабаре         | Победа    | [ 1 ]      |
| 1974 | Премия «Оскар» за лучшую режиссуру             | Ленни          | Номинация | [ 2 ]      |
| 1979 | Премия «Оскар» за лучшую режиссуру             | Весь этот джаз | Номинация | [ 3 ]      |
| 1979 | Премия «Оскар» за лучший оригинальный сценарий | Весь этот джаз | Номинация | [ 3 ]      |

### Премия BAFTA
| Год  | Категория                        | Номинант | Результат | Примечания |
| ---- | -------------------------------- | -------- | --------- | ---------- |
| 1972 | Премия BAFTA за лучшую режиссуру | Кабаре   | Победа    | [ 4 ]      |

### Золотой глобус
| Год  | Категория                                             | Номинант | Результат | Примечания |
| ---- | ----------------------------------------------------- | -------- | --------- | ---------- |
| 1972 | Премия «Золотой глобус» за лучшую режиссёрскую работу | Кабаре   | Номинация | [ 5 ]      |
| 1974 | Премия «Золотой глобус» за лучшую режиссёрскую работу | Ленни    | Номинация | [ 5 ]      |

### Primetime Emmy Awards
| Год  | Категория                                               | Номинант            | Результат | Примечания |
| ---- | ------------------------------------------------------- | ------------------- | --------- | ---------- |
| 1973 | Премия Primetime Emmy за лучшее эстрадное представление | Лайза через букву З | Победа    | [ 6 ]      |
| 1973 | Премия Primetime Emmy за лучшую режиссуру               | Лайза через букву З | Победа    | [ 6 ]      |
| 1973 | Премия Primetime Emmy за лучшую хореографию             | Лайза через букву З | Победа    | [ 6 ]      |

### Премия Тони
| Год  | Категория                                 | Номинант           | Результат | примечания |
| ---- | ----------------------------------------- | ------------------ | --------- | ---------- |
| 1955 | Премия «Тони» за лучшую хореографию       | Пижамная игра      | Победа    | [ 7 ]      |
| 1956 | Премия «Тони» за лучшую хореографию       | Чёртовы янки       | Победа    | [ 8 ]      |
| 1957 | Премия «Тони» за лучшую хореографию       | Bells Are Ringing  | Номинация | [ 9 ]      |
| 1958 | Премия «Тони» за лучшую хореографию       | Новенькая в городе | Номинация | [ 10 ]     |
| 1959 | Премия «Тони» за лучшую хореографию       | Рыжая              | Победа    | [ 11 ]     |
| 1963 | Премия «Тони» за лучшую режиссуру мюзикла | Маленький я        | Номинация | [ 12 ]     |
| 1963 | Премия «Тони» за лучшую хореографию       | Маленький я        | Победа    | [ 12 ]     |
| 1964 | Best Leading Actor in a Musical           | Приятель Джои      | Номинация | [ 13 ]     |
| 1966 | Премия «Тони» за лучшую режиссуру мюзикла | Милая Чарити       | Номинация | [ 14 ]     |
| 1966 | Премия «Тони» за лучшую хореографию       | Милая Чарити       | Победа    | [ 14 ]     |
| 1973 | Премия «Тони» за лучшую режиссуру мюзикла | Пипин              | Победа    | [ 15 ]     |
| 1973 | Премия «Тони» за лучшую хореографию       | Пипин              | Победа    | [ 15 ]     |
| 1976 | Премия «Тони» за лучшую режиссуру мюзикла | Чикаго             | Номинация | [ 16 ]     |
| 1976 | Премия «Тони» за лучший сценарий          | Чикаго             | Номинация | [ 16 ]     |
| 1976 | Премия «Тони» за лучшую хореографию       | Чикаго             | Номинация | [ 16 ]     |
| 1978 | Премия «Тони» за лучшую режиссуру мюзикла | Dancin'            | Номинация | [ 17 ]     |
| 1978 | Премия «Тони» за лучшую хореографию       | Dancin'            | Победа    | [ 17 ]     |
| 1986 | Премия «Тони» за лучшую режиссуру мюзикла | Большая сделка     | Номинация | [ 18 ]     |
| 1986 | Премия «Тони» за лучший сценарий          | Большая сделка     | Номинация | [ 18 ]     |
| 1986 | Премия «Тони» за лучшую хореографию       | Большая сделка     | Победа    | [ 18 ]     |

## Разные награды

### Американская хореографическая премия
- 1994 г. Премия Наследие

### Берлинский кинофестиваль
- 1984 Номинация на премию «Золотой медведь» за фильм «Звезда-80»

### Премия Бодиль
- 1973 Премия Бодиль за лучший американский фильм — «Кабаре»[19]
- 1980 Премия Бодиль за лучший американский фильм — «Весь этот джаз»[19]

### Каннский кинофестиваль
- 1975 Золотая пальмовая ветвь, номинация — «Ленни»
- 1980 Золотая пальмовая ветвь — «Весь этот джаз»

### Давид ди Донателло
- 1979 Лучший иностранный фильм — «Кабаре»

### Премия Гильдии режиссёров Америки
- 1972 Премия Гильдии режиссёров Америки за лучшую режиссуру — художественный фильм (номинация) — «Кабаре»
- 1972 Премия Гильдии режиссёров Америки за лучшую режиссуру — Музыкальное варьете — «Лайза через букву З»[20]
- 1974 Премия Гильдии режиссёров Америки за лучшую режиссуру — художественный фильм (номинация) — «Ленни»[21]

### Премия «Драма Деск»
- 1973 Лучший режиссёр — «Пипин»
- 1973 Лучший хореограф — «Пипин»[22]
- 1978 Лучший хореограф — «Dancin'»
- 1986 Лучший режиссёр мюзикла (номинация) — «Милая Чарити»
- 1986 Лучший режиссёр мюзикла (номинация) — «Большая сделка»[23]
- 1986 Лучший хореограф — «Большая сделка»

### Национальный совет кинокритиков США
- 1972 Лучший режиссёр — «Кабаре»[24]